# Legyetek jók, ha tudtok
Legyetek jók, ha tudtok (węg. Bądźcie dobrzy, jeśli potraficie) – piąty studyjny album węgierskiej grupy muzycznej Napoleon Boulevard, wydany w 1990 roku przez Magneoton na LP i MC. Album osiągnął na Węgrzech status złotej płyty.

## Lista utworów
1. "Legyetek jók, ha tudtok" (3:18)
2. "Jelmezbál" (2:56)
3. "Várj!" (3:46)
4. "Körhinta" (3:36)
5. "Állj elém" (3:11)
6. "Nem kell a rock and roll" (2:47)
7. "Szomorú vasárnap" (3:43)
8. "Kezeket fel!" (3:16)
9. "Lehajtott fejjel" (3:33)
10. "Első bánat" (3:00)

## Skład zespołu
- Lilla Vincze – wokal
- István Cziglán – gitara
- Tamás Pócs – gitara basowa
- Róbert Erdész – instrumenty klawiszowe
- László Gömör – perkusja
- Attila Kollár – flet